# Kulturpreis der Stadt Dreieich
Den Kulturpreis der Stadt Dreieich vergibt die Stadt Dreieich im südhessischen Landkreis Offenbach für außergewöhnliche Leistungen auf dem Gebiet der Wissenschaft und der Kultur alle zwei Jahre an Dreieicher Bürger.
Mit dem Preis würdigt die Stadt seit 1984 Spitzenleistungen oder das Lebenswerk der jeweiligen Preisträger. Der Preis kann an Einzelpersonen oder Gruppen wie zum Beispiel Vereine vergeben werden, ist auf mehrere Preisträger teilbar und mit insgesamt 2500,- Euro dotiert. Für das Jahr 2022 wurde erstmals ein Ehrenpreis für das Lebenswerk vergeben.
Nominiert werden können Dreieicher Bürgerinnen und Bürger, die mindestens drei Jahre in der Stadt leben oder tätig sind. Vorschläge einreichen können Dreieicher Bürgerinnen und Bürger, Vereine und städtische Gremien; Eigenbewerbungen sind nicht möglich.
Die Jury besteht aus dem Bürgermeister der Stadt Dreieich, zwei Mitgliedern des Fachausschusses und vier sachkundigen Bürgerinnen bzw. Bürgern. Nach dem Auswahlverfahren der Jury entscheidet der Magistrat der Stadt über die Verleihung. Übergeben wird der Preis im Folgejahr im Rahmen der Dreieicher Musiktage im Bürgerhaus Sprendlingen.

## Preisträger
- 1984: Ehepaar Vuka und Prof. Franz Leskoff (Musik)
- 1986: Hans Obermann (Darstellende Kunst)
- 1988: Sprendlinger Männergesangsverein Eintracht 1872 und Chorgemeinschaft Sängerkranz / Sängervereinigung Dreieichenhain
- 1990: Ruth Lenz-Weisshaupt (Musikalisch-Kreativ)
- 1992: nicht vergeben
- 1993: Mathias Dickhut (Musik)
- 1995: Helga Ming (Musik)
- 1997: Barbara Beisinghoff (Kunst)
- 1999: Jutta Döll (Kulturelle Förderung)
- 2001: nicht vergeben
- 2002: Martin Winkler (Musikalische Förderung)
- 2004: es standen keine Preisgelder zur Verfügung
- 2006: Margarete Habernoll, Roger Heil (Brauchtums- und Heimatpflege)
- 2008: Anjali Göbel (Bildende Kunst), Blasorchester Dreieich (Musik)
- 2010: Henning Eichler, Colours of Life (Musik)
- 2012: Klaus Cutik, Inhuman (Musik)
- 2014: Kunstinitiative Dreieich, stellvertretend: Ilse Dreher, Waltraud Munz-Heiliger, Gloria und Bernd Brand (Kunstinitiative Dreieich)
- 2016: Benjamin Halberstadt und Wolfgang Barth, Bürgerhäuser Dreieich (Kultur)
- 2018: Wilhelm Ott (Brauchtums- und Heimatpflege, Forschung), Heinz Hepp (Musik)
- 2020: Georgi Mundrov, YouGen. E.V. (Musik)
- 2022: Julia Heidmann (Musik), Dorothee Kaltenbach (Ehrenpreis für Lebenswerk)